# البرك (صعدة)
البرك هي إحدى قرى الجمهورية اليمنية. وهي تتبع جغرافيًا لمحافظة صعدة. وإداريًا لمديرية رازح. يبلغ تعداد سكانها 1057 نسمة حسب الإحصاء الذي جرى عام 2004.